# Люк, Дерек
Де́рек Люк (англ. Derek Luke; род. 24 апреля 1974, Джерси-Сити, Нью-Джерси, США) — американский актёр, известный по фильмам «История Антуана Фишера», «Байкеры», «Спартанец», «Игра по чужим правилам», «Чудо святой Анны», «Первый мститель» и «Спаркл».

## Биография
Люк родился в Джерси-Сити, штат Нью-Джерси, в семье Марджори Диксон, пианистки, и Мориса Люка, бывшего актёра. Его отец родом из Джорджтауна, столицы Гайаны. Люк закончил обучение на первом курсе Linden High School в Нью-Джерси и окончил Snyder High School в 1993 году.

## Карьера
В 2002 году Люк получил главную роль в фильме «История Антуана Фишера», за которую получил сразу несколько достойных наград, среди которых Премия «Независимый дух» за лучшую мужскую роль, премия Национального совета кинокритиков США и «Спутник».
В 2003 году он снялся в фильме «Байкеры», а в 2004 году в фильмах «Спартанец» и «В лучах славы». В 2006 году он сыграл баскетболиста Бобби Джо Хилла в спортивной драме «Игра по чужим правилам», а также снялся в главной роли в триллере «Игра с огнём» вместе с Тимом Роббинсом.
В 2007 году Люк снялся в фильме «Львы для ягнят», а в 2008 году он сыграл главную роль в военной драме «Чудо святой Анны» и небольшую роль в фильме «Да, нет, наверное». В 2009 году Люк сыграл Шона Коумза в фильме «Ноториус» про американского рэпера The Notorious B.I.G., снялся в комедии «Мэдея в тюрьме», а также стал сниматься в главной роли в сериале «Травма».
В 2011 году Люк снялся в фильме «Первый мститель» и появился в 8-ми эпизодах телесериала «Сестра Готорн», а в 2012 году сыграл в комедии «Ищу друга на конец света» и музыкальном фильме «Спаркл». В 2013 году Люк появился в 3-х эпизодах сериала «Американцы» и сыграл главную роль в комедии «Выдача багажа».

## Фильмография
| Год       |    | Русское название         | Оригинальное название                     | Роль                 |
| --------- | -- | ------------------------ | ----------------------------------------- | -------------------- |
| 1999—2000 | с  | Король Квинса            | The King of Queens                        | доставщик / уборщик  |
| 2001      | с  |                          | Moesha                                    | Ракус                |
| 2002      | ф  | История Антуана Фишера   | Antwone Fisher                            | Антуан Фишер         |
| 2003      | ф  | Праздник Эйприл          | Pieces of April                           | Бобби                |
| 2003      | ф  | Байкеры                  | Biker Boyz                                | Кид                  |
| 2004      | ф  | Спартанец                | Spartan                                   | Кёртис               |
| 2004      | ф  | В лучах славы            | Friday Night Lights                       | Буби Майлз           |
| 2006      | ф  | Игра по чужим правилам   | Glory Road                                | Бобби Джо Хилл       |
| 2006      | ф  | Игра с огнём             | Catch a Fire                              | Патрик Чамассо       |
| 2007      | ф  | Львы для ягнят           | Lions for Lambs                           | Ариан Финч           |
| 2008      | ф  | Да, нет, наверное        | Definitely, Maybe                         | Расселл Ти Маккормак |
| 2008      | ф  | Чудо святой Анны         | Miracle at St. Anna                       | Обри Стампс          |
| 2009      | ф  | Ноториус                 | Notorious                                 | Шон «Паффи» Коумз    |
| 2009      | ф  | Мэдея в тюрьме           | Madea Goes to Jail                        | Джошуа Хардуэй       |
| 2009—2010 | с  | Травма                   | Trauma                                    | Кэмерон Бун          |
| 2011      | ф  | Первый мститель          | Captain America: The First Avenger        | Гейб Джонс           |
| 2011      | с  | Сестра Готорн            | Hawthorne                                 | доктор Майлз Бордо   |
| 2012      | ф  | Ищу друга на конец света | Seeking a Friend for the End of the World | Спек                 |
| 2012      | ф  | Спаркл                   | Sparkle                                   | Стикс                |
| 2013      | тф |                          | Second Sight                              | детектив Пол Жиру    |
| 2013      | с  | Американцы               | The Americans                             | Грегори Томас        |
| 2013      | ф  | Выдача багажа            | Baggage Claim                             | Уильям Райт          |
| 2014      | ф  |                          | Alex of Venice                            | Фрэнк                |
| 2014      | ф  | Превосходство            | Supremacy                                 | Рэймонд Уокер        |
| 2014      | ф  |                          | Sight Unseen                              |                      |
| 2015      | ф  | Вне/себя                 | Self/less                                 |                      |
| 2017      | с  | 13 причин почему         | 13 Reasons Why                            | мистер Портер        |